# Violant Lluïsa de Savoia
Violant Lluïsa de Savoia (Savoia, 1487 - Ginebra, 1499) fou una princesa de Savoia i duquessa consort del mateix ducat pel seu matrimoni.

## Antecendents familiars
Va néixer el 1487 sent la filla primogènita del duc Carles I de Savoia i la seva esposa Blanca de Montferrat. Era neta per línia paterna d'Amadeu IX de Savoia i Violant de Valois i per línia materna de Guillem III de Montferrat i Elisabet Maria Sforza, i germana del també duc Carles II de Savoia.

## Núpcies i descendents
Es casà el 1496, a l'edat de 9 anys, amb el seu cosí directe Filibert de Savoia, fill de Felip II de Savoia, que al seu torn era germà del seu avi Amadeu IX. Aquest enllaç es concertà tot i la joventut de Violant Lluïsa per tal de legitimitzar la successió de Filibert al tron ducal de Savoia a la mort de Felip II, ocorreguda el 1497, ja que Violant Lluïsa era l'autèntica hereva dels títols ducals a la mort del seu germà Savoia, tot i que fou apartada del tron per Felip II.
Violant Lluïsa, però, morí el 12 de setembre de 1499, a l'edat de 12 anys, sense haver pogut donar un hereu al seu marit.